# ایون سیوبوک
ایون سیوبوک (انگلیسی: Ion Ciubuc; ۲۹ مهٔ ۱۹۴۳ – ۲۹ ژانویهٔ ۲۰۱۸) سیاست‌مدار اهل مولداوی بود. وی از ۲۴ ژانویه ۱۹۹۷ تا ۱ فوریه ۱۹۹۹ نخست‌وزیر این کشور بود.
ایون سیوبوک در ۲۹ ژانویه ۲۰۱۸، در سن ۷۴ سالگی درگذشت.